# 西又山
西又山（にしまたやま）は、徳島県那賀郡那賀町と高知県馬路村及び安芸市の堺にある山である。標高1,360m。

## 地理
徳島県那賀郡の旧木沢村と高知県安芸郡馬路村及び安芸市の堺をなしている。高知県との県境が高ノ瀬・石立山から南下し、県境が東方に直角に曲がって、甚吉森に向かう角に位置する。また石立山の南約10Kmにある。頂上はふたつのピークからなる。
山名の由来は高知県側の西川の西又谷にちなむ。頂上はスズタケに覆われている。登山道は高知県安芸市の伊尾木川沿いの土居・甚吉森からの縦走路がある。